# Minden Hills
Minden Hills ist eine Stadt am Gull River in Ontario, Kanada mit rund 6100 Einwohnern. Sie ist Verwaltungssitz und Kreisstadt des Landkreises Haliburton County. Minden, Ontario, wurde in Anlehnung an die Stadt Minden in Nordrhein-Westfalen benannt.
Die Siedlung besteht seit Mitte des 19. Jahrhunderts, nachdem zahlreiche Siedler wegen der Wälder in dieses Gebiet zogen und Sägewerke errichteten. Minden Hills ist heute vornehmlich ein Ausflugsgebiet.
In der Nähe liegen sowohl der Gull Lake als auch der Minden Lake – dem die Stadt den Namen gab.
Man erreicht Minden über den Kings Highway 35.